# APEP Pitsilia
APEP Pitsilia (greacă : ΑΠΕΠ; Aθλητική Ποδοσφαιρική Ένωση Πιτσιλιάς, Athlitiki Podosfairiki Enosi Pitsilia, Athletic Football Union Pitsilia) este un club de fotbal din Kyperounta.Echipa susține meciurile de acasă pe Stadionul Kyperounda cu o capacitate de 6.000 de locuri.